# Floortje Meijners
Floortje Meijners (Oldenzaal, 16 gennaio 1987) è una pallavolista olandese, schiacciatrice della Pro Victoria.

## Carriera
La carriera di Floortje Meijners inizia nel 2002, esordendo nel massimo campionato dei Paesi Bassi, con la squadra della sua città, il Pollux con la quale resta fino al 2006, vincendo uno scudetto nella stagione 2002-03, oltre che una coppa nazionale. Nel 2005 ottiene la prima convocazione in nazionale, partecipando anche al campionato europeo 2005 ed al campionato mondiale 2006.
Nel 2006 passa al quotato club del Martinus, dove in tre stagioni vince altrettanti campionati e Coppe dei Paesi Bassi. Con la nazionale vince la sua prima medaglia d'oro al World Grand Prix 2007. Nel 2009 è al Top Volleybal Combinatie Amstelveen vincendo nuovamente campionato e coppa.
Nella stagione 2010-11 viene ingaggiata dal Busto Arsizio nella serie A1 italiana, con la quale, nella stagione successiva, si aggiudica la Coppa Italia, la Coppa CEV e lo scudetto.
Nella stagione 2012-13 passa al River Volley di Piacenza con cui vince nuovamente la Coppa Italia, venendo premiata anche come MVP, successo bissato anche nell'edizione successiva, due scudetti e la Supercoppa italiana.
Nell'annata 2014-15 si trasferisce in Turchia dove veste la maglia del Galatasaray Spor Kulübü. Nella stagione 2015-16 è nuovamente in Italia, ancora una volta al club di Piacenza: resta in Serie A1 anche per il campionato 2016-17 ingaggiata dalla Pallavolo Scandicci.
Dopo una gravidanza che l'ha tenuta lontana dai campi da gioco per un'annata, torna all'attività agonistica per la stagione 2018-19, difendendo nuovamente i colori della squadra di Busto Arsizio, con cui conquista la Coppa CEV 2018-19. Per l'annata 2019-20 si accasa alla Pro Victoria, sempre nella massima divisione italiana, con cui vince la Coppa CEV 2020-21.

## Palmarès

### Club
- Campionato olandese: 5

2002-03, 2006-07, 2007-08, 2008-09, 2009-10
- Campionato italiano: 3

2011-12, 2012-13, 2013-14
- Coppa dei Paesi Bassi: 5

2002-03, 2006-07, 2007-08, 2008-09, 2009-10
- Coppa Italia: 3

2011-12, 2012-13, 2013-14
- Supercoppa italiana: 1

2013
- Coppa CEV: 3

2011-12, 2018-19, 2020-21

### Premi individuali
- 2013 - Coppa Italia: MVP
- 2015 - Voleybol 1. Ligi: Miglior servizio